# Grieks basketbalteam (mannen)
Het Griekse nationale basketbalteam is een team van basketballers dat Griekenland vertegenwoordigt in internationale wedstrijden. Griekenland is een van de oprichters van FIBA in 1932. Desondanks begon het nationale team pas echt goed te presteren na de jaren tachtig. Griekenland is nu een van de succesvolste basketballanden van Europa. Niet alleen op clubniveau, maar ook op internationale toernooien voor nationale basketbalteams. Zo heeft het Griekse nationale basketbalteam twee edities van de Eurobasket gewonnen. Zowel in 1987 als in 2005 werd Griekenland Europees kampioen. Het land heeft verder in 2006 de zilveren medaille behaald tijdens het Wereldkampioenschap basketbal. De meeste basketballers van het nationale team basketballen in de Griekse (bij Panathinaikos en Olympiacos) en Spaanse (bij Real Madrid Baloncesto) competitie.

## Griekenland tijdens internationale toernooien

### Wereldkampioenschap
- 1950 tot 1982 - niet gekwalificeerd
- WK basketbal 1986 - 10e
- WK basketbal 1990 - 6e
- WK basketbal 1994 - 4e
- WK basketbal 1998 - 4e
- 2002 - niet gekwalificeerd
- WK basketbal 2006 - 2e
- WK basketbal 2010 - 11e

### Eurobasket
- Eurobasket 1949 - 3e
- Eurobasket 1951 - 8e
- 1953 tot 1959 - niet gekwalificeerd
- Eurobasket 1961 - 17e
- 1963 - niet gekwalificeerd
- Eurobasket 1965 - 8e
- Eurobasket 1967 - 12e
- Eurobasket 1969 - 10e
- 1971 - niet gekwalificeerd
- Eurobasket 1973 - 11e
- Eurobasket 1975 - 12e
- 1977 - niet gekwalificeerd
- Eurobasket 1979 - 9e
- Eurobasket 1981 - 9e
- Eurobasket 1983 - 11e
- 1985 - niet gekwalificeerd
- Eurobasket 1987 - 1e
- Eurobasket 1989 - 2e
- Eurobasket 1991 - 5e
- Eurobasket 1993 - 4e
- Eurobasket 1995 - 4e
- Eurobasket 1997 - 4e
- Eurobasket 1999 - 16e
- Eurobasket 2001 - 9e
- Eurobasket 2003 - 5e
- Eurobasket 2005 - 1e
- Eurobasket 2007 - 4e

### Olympische Spelen
- 1936, 1948 - niet gekwalificeerd
- Olympische Spelen 1952 - 17e
- 1956 tot 1992 - niet gekwalificeerd
- Olympische Spelen 1996 - 5e
- 2000 - niet gekwalificeerd
- Olympische Spelen 2004 - 5e
- Olympische Spelen 2008 - 5e
- 2012 tot 2016 - niet gekwalificeerd